# Proposizione infinitiva latina
La proposizione infinitiva (o propositio ad infinitum) può essere tradotta in italiano con una proposizione soggettiva o con una proposizione oggettiva.
Questo tipo di proposizione non utilizza congiunzioni.
L'infinitiva presenta sempre:
- Soggetto in accusativo
- Verbo all'infinito

Il tempo dell'infinito è determinato a seconda del rapporto proposizione subordinata/proposizione principale (temporalità relativa), secondo una peculiare consecutio temporum, di conseguenza:
| contemporaneità   | anteriorità       | posteriorità    |
| ----------------- | ----------------- | --------------- |
| Infinito presente | Infinito perfetto | Infinito futuro |

La proposizione infinitiva è da considerarsi di genere neutro perciò l'eventuale predicato nominale della reggente va in genere neutro.
"Iustum est Socratem damnari".
"È giusto che Socrate venga condannato".
Contemporaneità (infinito presente)
Dico che il soldato vince - Dico militem (soggetto in accusativo) vincere
Dicevo che il soldato vinceva - Dicebam militem vincere
Dirò che il soldato vincerà - Dicam militem vincere
Anteriorità (infinito perfetto)
Dico che il soldato ha vinto - Dico militem (soggetto in accusativo) vicisse
Dicevo che il soldato aveva vinto - Dicebam militem vicisse
Dirò che il soldato avrà vinto - Dicam militem vicisse
Posteriorità (infinito futuro)
Dico che il soldato vincerà - Dico militem (soggetto in accusativo) victurum esse
Dicevo che il soldato avrebbe vinto - Dicebam militem victurum esse
Dirò che il soldato starà per vincere - Dicam militem victurum esse
Se il soggetto dell'infinitiva è un pronome di terza persona,  in latino si troverà:
- i pronomi is, ea, id o ille, illa, illud se c'è differenza di soggetto fra reggente e infinitiva;
- se in caso di comunanza di soggetto fra le due proposizioni.

## Proposizione dichiarativa
Una proposizione infinitiva può assumere anche il valore di una subordinata dichiarativa o epesegetica, cioè chiarire il significato di un termine presente nella reggente. Funge così da complemento oggetto (che più semplicemente risponde alle domande chi?, che cosa?).
Ad esempio :
| «Illud me movet, in tanta militum paucitate abesse tres cohortes.» (Ces.)            |
| «Questo mi preoccupa, che in una così grave scarsità di truppe manchino tre coorti.» |

## Costrutti alternativi
Molti verbi latini necessitano di costrutti diversi dalla proposizione infinitiva, di questi i principali sono i seguenti.

### Verba dicendiedeclarandi
I verbi come dico, clamo, nuntio, respondeo, scribo, persuadeo, moneo, concedo richiedono l'accusativo e infinito quando esprimono semplicemente il fatto in questione.
| «Haruspices responderunt nihil illo puero clarius fore» (Cic.)                         |
| « Gli aruspici risposero che non ci sarebbe stato nulla più famoso di quel fanciullo.» |

Quando invece esprimono il desiderio o la volontà che avvenga l'azione espressa dal verbo reggono invece ut o ne seguiti dal congiuntivo.
| «Deliberantibus Pytia respondit ut moenibus lignes se munirent.» (Nep.)                 |
| «A coloro che la interrogavano la Pizia rispose che si difendessero con mura di legno.» |

### Censeo
Il verbo censeo vuole un'infinitiva quando significa "ritengo."
vero o falso 
| «Stoici censent sapientes sapientibus esse amicos.» (Cic.)         |
| «Gli stoici ritengono che gli uomini saggi siano amici dei saggi.» |

Se invece il verbo significa "propongo" o "decreto" regge una subordinata con ut o ne e il congiuntivo.
| «Senatus censuit ut, quicumque provinciam obtineret, Aeduos defenderet.» (Ces.)      |
| «Il senato decretò che chiunque governasse la provincia dovesse difendere gli Edui.» |

Infine, se nella frase è insita l'idea del dovere, il verbo può reggere una subordinata con una perifrastica passiva.
| «Captivos reddendos non censuit.» (Cic.)              |
| «Espresse il parere di non restituire i prigionieri.» |

### Verba sentiendi
I verbi come audio, video, aspicio, conspicio ecc. richiedono un'infinitiva quando presentano semplicemente il fatto in questione.
| «Eum vident sedere ad latus praetoris.» (Cic.)   |
| «Vedono che egli è seduto di fianco al pretore.» |

Quando invece si vuole mettere in evidenza la concomitanza della reggente con quella della subordinata si ricorre o al participio presente con valore predicativo o al cum e congiuntivo.
| «Catonem vidi in bibliotheca sedentem» (Cic.) |
| «Vidi Catone seduto in biblioteca»            |

### Facio, fingo, induco
I verbi facio e fingo quando assumono il significato di rappresentare con la parola o con le arti figurative e il verbo induco quando indica l'azione di introdurre qualcosa in un discorso sono seguiti dal participio presente.

### Verba affectuum
I verbi come doleo, gaudeo, miror, gratulor, ecc. sono costruiti con quod seguito da indicativo o congiuntivo quando si vuole evidenziare la causa del sentimento provato.
| «Gratulor tibi, quod e provincia salvum te ad tuos recepisti.» (Cic.)                    |
| «Mi congratulo con te per il fatto che sei tornato a casa sano e salvo dalla provincia.» |

Molto più frequente è però il costrutto con la proposizione infinitiva.
| «Minime miramur te tuis praeclaris operibus laetari.» (Cic.)                |
| «Non ci stupiamo per niente che tu ti rallegri delle tue magnifiche opere.» |

### Statuo, constituo, decerno
i verbi statuo, constituo, decerno quando significano stabilire, decidere, sono costruiti con l'accusativo e l'infinito se il loro soggetto coincide con quello della subordinata, altrimenti richiedono ut o ne e il congiuntivo o la perifrastica passiva.
| «Caesar bellum cum Germanis gerĕre constituit.» (Ces.) |
| « Cesare decise di fare guerra contro i Germani.»      |

| «Constituunt ut ii, qui valetudine aut aetate inutiles sint bello, oppido excedant.» (Ces.)                                   |
| «(I Galli) stabiliscono che debbano lasciare la città quelli che per condizioni di salute o per età sono inutili alla guerra» |

### Verba iubendi
i verbi iubeo (comando), veto (vieto), prohibeo (proibisco), sino (permetto), patior (sopporto) vogliono l'accusativo e l'infinito se quando la persona a cui si comanda, si vieta, si permette è espressa, altrimenti richiedono l'infinito passivo
| «Caesar pontem iubet rescindi.» (Ces.) |
| «Cesare comanda di tagliare il ponte»  |

il verbo iubeo, quando si riferisce a ordini di autorità costituite, vuole ut e il congiuntivo, costrutto sempre richiesto dal verbo impero (comando).

### Volo, nolo, malo
Volo (voglio), nolo (non voglio) e malo (preferisco), sono 3 verbi latini molto frequenti nelle proposizioni infinitive. Questi verbi, come cupio e studeo, si costruiscono:
- con soggetto unico, con l'infinito semplice o con l'infinito e il nominativo;
- con soggetto diverso (da quello della dipendente infinitiva), con l'accusativo e l'infinito; però con le forme desiderative velim, nolim, malim, ecc; vellem, nollem, mallem, ecc. si usa il congiuntivo senza ut.

### Oportet, necesse est
Le forme impersonali oportet, oportuit, oportebit (bisogna, conviene) e necesse est (è necessario) reggono sia l'accusativo e infinito sia il congiuntivo senza preposizione.

### Interesterefert
- Questi due verbi che significano "importa, interessa", si costruiscono impersonalmente e reggono o una proposizione infinitiva oppure ut o ne e il congiuntivo. Si può anche trovare un pronome neutro (hoc, illud, id, quod, quid), mai un sostantivo.
- La persona, cui interessa, si mette al genitivo. Però con i pronomi personali si usa l'ablativo semplice singolare femminile del possessivo corrispondente: meā, tuā, nostrā, vestrā; alla terza persona singolare si usa illīus (plurale: illorum, illarum) e non suā che si utilizza solo nelle proposizioni oggettive e interrogative indirette, ma solo nel caso in cui vi sia identità di persona fra reggente e dipendente.[2]

Esempi. Omnium interest recte facĕre = importa a tutti di agire rettamente. Tuā et meā maxime interest te valēre = a te e a me importa la tua salute.
- Il grado di interesse si esprime sia con gli avverbi (magnopĕre, parum, etc.) sia con i genitivi magni, parvi, etc., mentre il fine, cui una cosa importa, si esprime con ad e l'accusativo.
- L'espressione "a tutti noi, a tutti voi importa" si traduce omnium nostrum / vestrum interest.

### Verbi impersonali
- Reggono una proposizione infinitiva ( o l'accusativo singolare di un pronome neutro: illud, id, hoc, quod, etc.) i verbi impersonali i quali sono: piget (mi rincresce), pudet (ho vergogna), taedet (= mi annoio; al perfetto pertaesum est ), miseret ( ho pietà), paenitet ( mi pento). Questi verbi si costruiscono con l'accusativo della persona che prova il sentimento di pietà vergogna, etc. e il gentivo della cosa (o persona) determinante tale sentimento.

Esempi. Pueros paenitebit suae neglegentiae = i ragazzi si pentiranno della loro negligenza. Puella, quam pertaesum erat studii, reprehensa est = la fanciulla, che s'era annoiata dello studio, fu rimproverata.
- La persona, quando sia un pronome di terza persona, si tradurrà con eum, eam; eos, eas.

Esempio. Eum paenitet = egli si pente.
- I verbi servili possum, debeo, soleo, coepi, incipio e desino, in unione con questi verbi impersonali, prendono anch'essi la forma impersonale. (Esempio: pueros taedēre coepit = i fanciulli cominciarono ad annoiarsi).